# 分校の人たち
『分校の人たち』（ぶんこうのひとたち）は、山本直樹の青年漫画。『マンガ・エロティクス・エフ』（太田出版）にて2010年1月発行のVol.61から連載を開始。その後、同誌の休刊に伴い、2014年10月よりウェブコミック配信サイト『ぽこぽこ』に移籍、その後『Ohta Web Comic』にて2017年9月まで連載された。
中学生の男女が織りなす過ちを山本直樹が描き出す。
第2巻が東京都の不健全な図書類に指定された。またAmazonでは本作の扱いがない。

## あらすじ
廃校が噂されるたった二人の生徒しかいない分校で、ヨシダとドバシは教室や自宅で秘密の大人の遊びを繰り返していた。転入して来たカオルが遊びに参加してから遊びがエスカレートし、奇妙な男女の三角関係が始まる。
カオルの家から帰る途中で催して致していたところを先生に目撃されたことを切っ掛けに起きた変化で街の学校へ転校してから3人はクラスもバラバラになり、以後会うことも無かった。

## 登場人物
ドバシ
女子中学生。とある事例を切っ掛けに唯一のクラスメイトであるヨシダとの爛れた関係に陥っていた。親は「カミサマ」のところに通っていて夜遅くまで帰ってこない。ラストは彼女の独白で終わった。
ヨシダ
男子中学生。主体性に欠けるが、性欲は旺盛でドバシやカオルと情交に耽る。
カオル
女子中学生。分校に転入して来て二人の遊びに参加する。苗字は「コバヤシ」。山の展望台から東京が見えるなどと発言し、ドバシと先生の情交も目撃したというが事実かどうかは不明。
先生
髪を七三分けにした分校の男性教師。二人の遊びを怪しむ。ある日、二人（ヨシダとドバシ）の情事を目撃したことからドバシに手を付けてヨシダやカオルも引き込もうとしたが、土地の新興宗教も絡んだ事件に発展する。

## 単行本
- 第1巻 2013年6月20日発行 ISBN 9784778322007 - 1-14話
- 第2巻 2015年12月1日発行 ISBN 9784778322656 - 15-28話
- 第3巻 2018年2月15日発行 ISBN 9784778322892 - 29-32話、別作品『DOORS』の1-4話、あとがき